# Горішня Росиця
Горішня Роси́ця (болг. Горна Росица) — село в Габровській області Болгарії. Входить до складу общини Севлієво.

## Населення
За даними перепису населення 2011 року у селі проживали 693 особи.
Національний склад населення села:
| Національність   | Кількість осіб | Відсоток |
| ---------------- | -------------- | -------- |
| болгари          | 651            | 96,6%    |
| цигани           | 13             | 1,9%     |
| турки            | 8              | 1,2%     |
| Всього відповіли | 674            |          |

Розподіл населення за віком у 2011 році:
Динаміка населення:

## Економіка
- Vernada Ltd[5][6]